# Dorfkirche Nauwalde

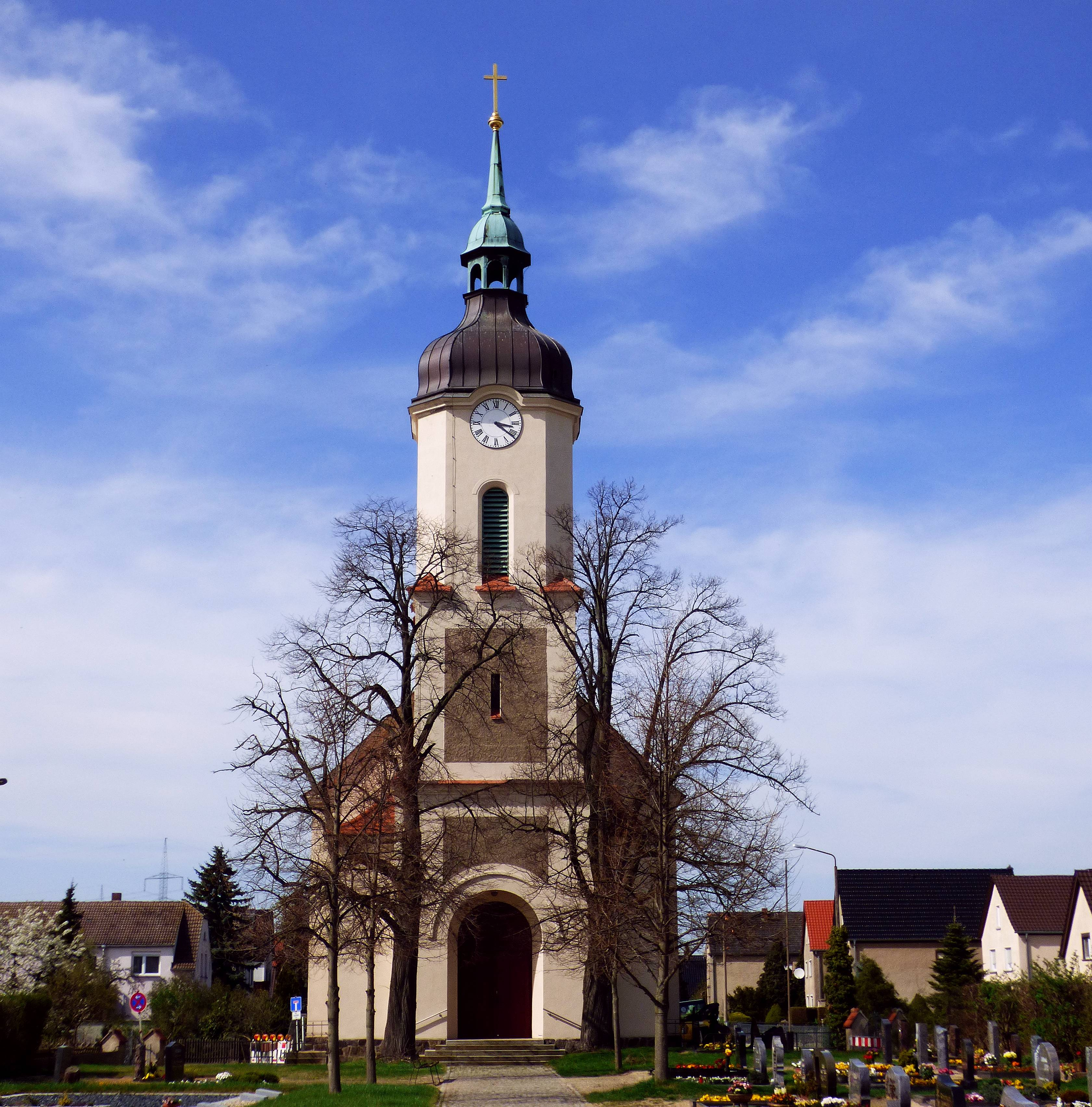
Dorfkirche Nauwalde

Die Dorfkirche Nauwalde ist ein denkmalgeschütztes Kirchengebäude in Nauwalde, einem Ortsteil der Kleinstadt Gröditz im sächsischen Landkreis Meißen.
Die Kirche wurde im Jahre 1905 nach Plänen des Leipziger Architekten Paul Lange als verputzter Ziegelbau im Neubarock errichtet. Sie steht mit einem angrenzenden Friedhof im Ortszentrum. Dort befand sich vorhwer eine Fachwerkkirche aus dem frühen 18. Jahrhundert. Diese fiel im Jahre 1902 einem durch einen Blitzschlag ausgelöstem Brand zum Opfer.

## Gemeindegeschichte

Die im Jahre 1902 abgebrannte Nauwalder Fachwerkkirche

Der von Pankratius Grueber im 16. Jahrhundert geschaffene Altar

Urkundlich erstmals erwähnt wurde eine Kirche in Nauwalde im Jahre 1529. Diese Nauwalder Kirche war ursprünglich bis zum Jahre 1838 eine Filialkirche der Kirche in Kröbeln. Nach den Bestimmungen des Wiener Kongresses 1815 musste das Königreich Sachsen, zu dem auch Nauwalde und Kröbeln gehörten, große Teile seines Staatsgebietes abtreten. Die neu entstandene Landesgrenze verlief entlang der Straße zwischen Ortrand und Mühlberg und damit mitten durch das Kirchspiel. Die Gemeinde Kröbeln gehörte nun zum Regierungsbezirk Merseburg der preußischen Provinz Sachsen. Nauwalde verblieb bei Sachsen. Ab 1838 wechselte Nauwalde dann zum Kirchspiel Nieska.
In der Gegenwart ist Nauwalde Teil der Evangelisch-Lutherischen Kirchgemeinde Gröditz und Nauwalde zu der außerdem auch Nieska, Frauenhain und Spansberg gehören.

## Vorgängerbau
Am heutigen Standort der Nauwalder Kirche war bis 1902 eine Fachwerkkirche zu finden. Dieses Bauwerk war im Jahre 1716 errichtet worden. Es besaß im Westen des Kirchenschiffs einen Turm in Form eines oktogonalen Dachreiters mit doppelter Haube, Laterne und einer Wetterfahne, die die Jahreszahl 1718 trug. An der Südseite befand sich eine kleine Vorhalle. Ausgestattet war sie unter anderem mit einer hölzernen Kanzel, einer Sandsteintaufe und einem Altar aus dem Jahre 1520. Dieser Altar stammte aus der Werkstatt des Großenhainers Pankratius Grueber und wurde 1904 vom Sächsischen Altertumsverein angekauft und in dessen Museum aufgestellt. Das Mittelstück des Altars soll bis in die Gegenwart erhalten geblieben sein und sich in der Bautzener Domkirche befinden. Neben diesem Altar sind unter anderem auch in Dobra und Tröbitz Werke von Pankratius Grueber erhalten geblieben.
Das historische Bauwerk fiel im Jahre 1902 einem durch einen Blitzschlag hervorgerufenem Feuer zum Opfer.

## Heutige Kirche
Es erfolgte ein Neubau der Kirche in Nauwalde. Die heutige Kirche ist ein im Jahre 1905 durch den Leipziger Architekten Paul Lange im Jugendstil errichteter verputzter Ziegelbau. Die Kirche besitzt im Osten einen Chor mit dreiseitigem Ostschluss. An der Südseite des Bauwerks ist eine Sakristei zu finden. Der im Westen befindliche rechteckige Turm hat ein quadratisches Obergeschoss sowie eine mit einer Laterne versehene kupfergedeckte Haube.
Der Kirchenraum ist eine Emporenhalle und eine Staffelhalle und zitiert wie das Äußere barocke Formen. Hölzerne Pfeiler tragen an der Decke korbbogige hölzerne Arkaden. Die Decke über dem Mittelschiff besteht aus einem waagerechten Mittelteil zwischen zwei 45°-Schrägen. Die Seitenschiffe haben flache Decken und sind mit eingeschossigen Emporen gefüllt. Zwischen Mittelschiff und Chor der Kirche ist ein Triumphbogen zu finden. In den Fenstern befinden sich Bildnisse der beiden Reformatoren Luther und Melanchthon.
Ausgestattet ist die Kirche unter anderem mit einem Altar, welcher einst vom Burschenheim der Mission L. Bolle in Berlin Alt-Moabit gestiftet wurde.
Ende der 1980er Jahre befand sich die Kirche in einem sehr schlechten baulichen Zustand. Konkrete und umfangreiche Restaurierungsarbeiten erfolgten erst ab der Wendezeit. Ab Anfang der 1990er Jahre kam es deshalb zu Restaurierungsmaßnahmen an und in der Kirche. Bis zum Jahre 2010 war die Sanierung im Inneren des Bauwerks abgeschlossen. Zwei Jahre später war dann auch die Außensanierung abgeschlossen.

### Orgel

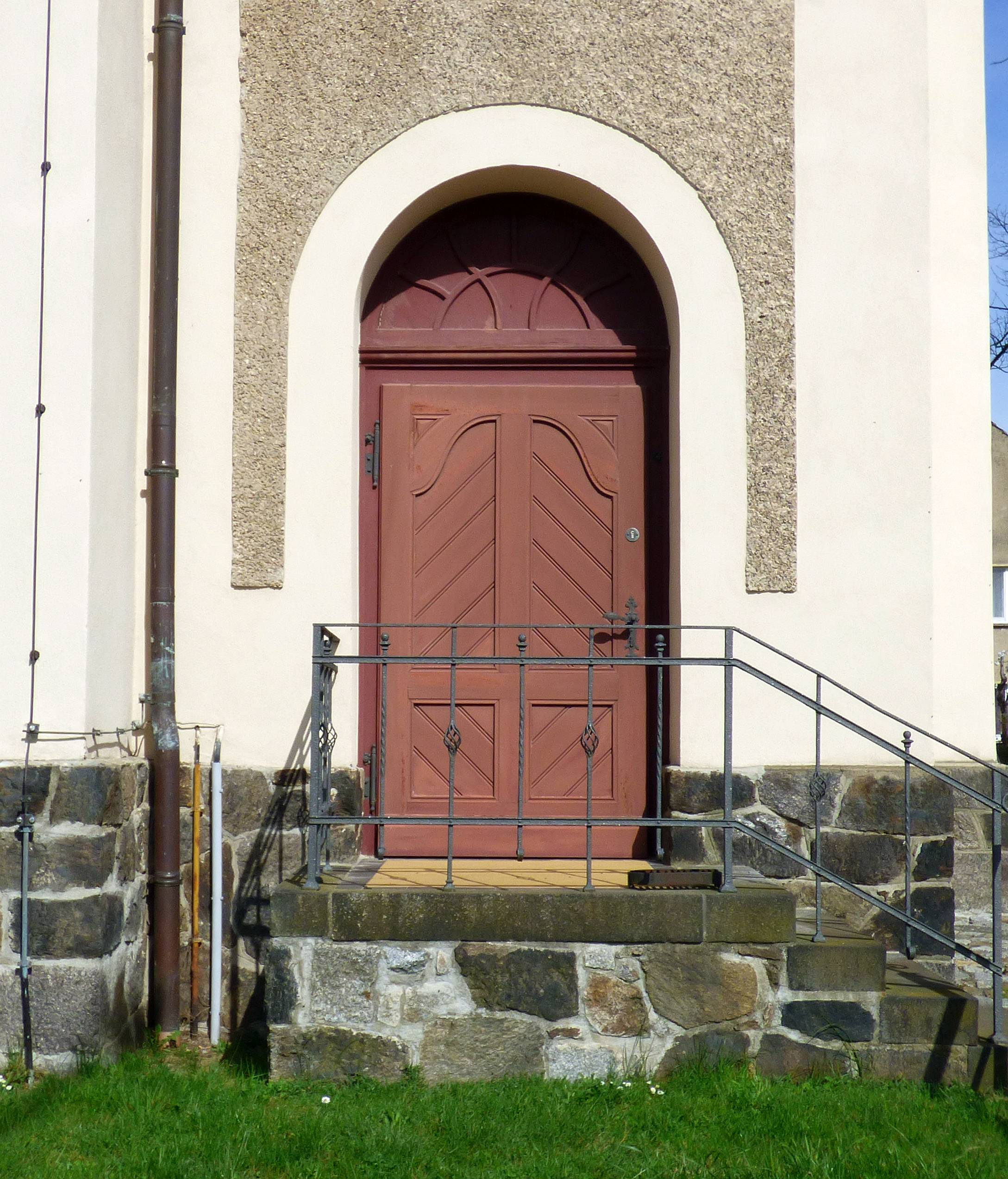
Nordportal

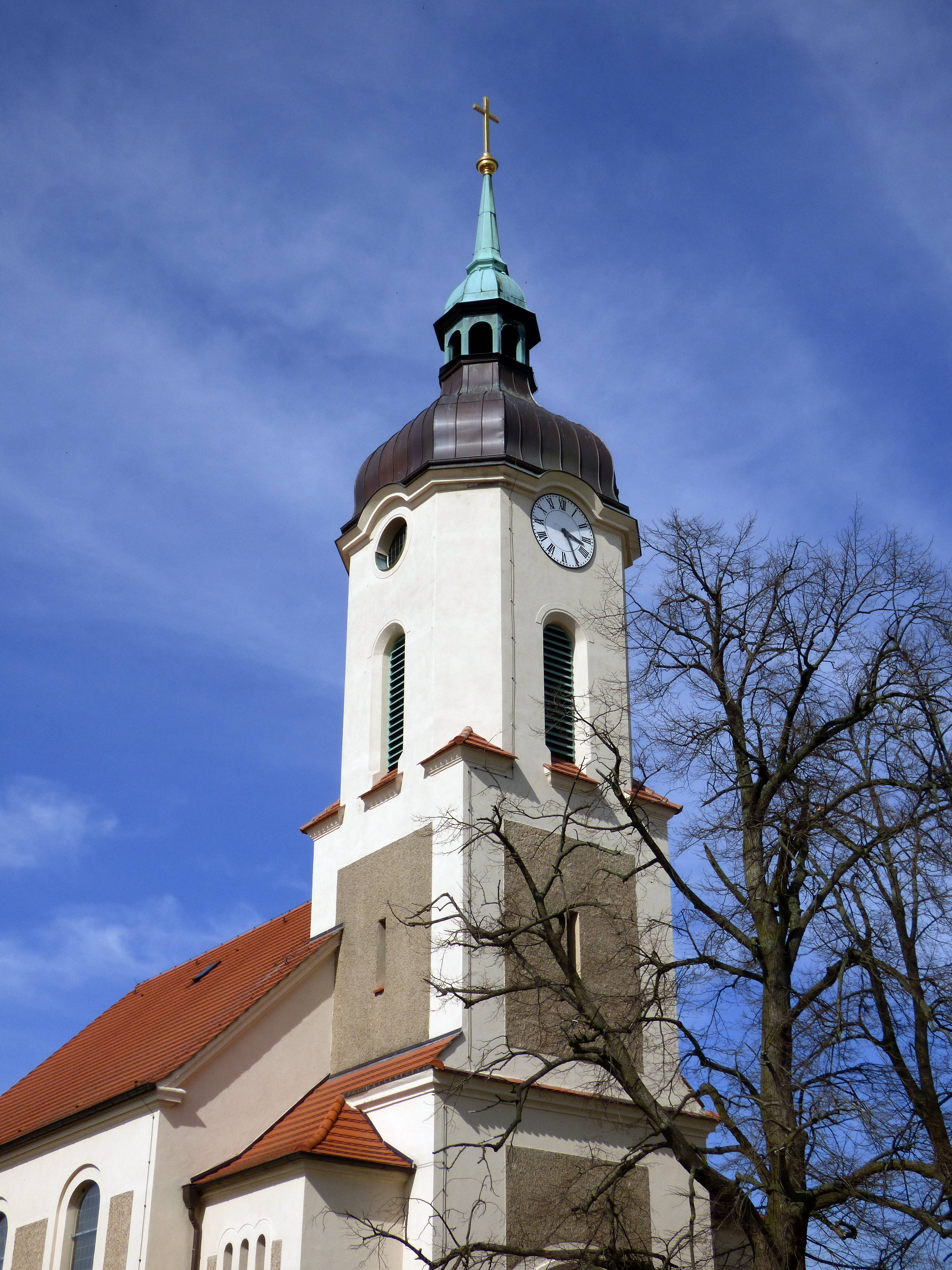
Glockenturm

Die heute in der Kirche vorhandene Orgel stammt aus dem Jahre 1905. Das Instrument wurde in der Werkstatt des Olbersdorfer Orgelbaubetriebs A. Schuster & Sohn (Opus 43) geschaffen, deren Inhaber zu jener Zeit Georg Schuster war. Die Orgel befindet sich auf der Westempore des Bauwerks. Sie verfügt über 16 Register auf zwei Manualen und Pedal mit pneumatischen Kegelladen.
Das mit einem schlichten Jugendstilgehäuse versehene und vollständig erhaltene Instrument befindet sich laut Homepage des Kirchenbezirks Meißen‑Großenhain gegenwärtig in einem sehr schlechten baulichen Zustand.
Die Disposition lautet wie folgt:
| I Manual C– |     |
| Bordun      | 16′ |
| Principal   | 8′  |
| Hohlflöte   | 8′  |
| Gampe       | 8′  |
| Oktave      | 4′  |
| Gemshorn    | 4′  |
| Oktave      | 2′  |
| Mixtur IV   |     |

| II Manual C–    |    |
| Geigenprinzipal | 8′ |
| Gedackt         | 8′ |
| Aeoline         | 8′ |
| Konzertflöte    | 4′ |
| Fugara          | 4′ |

| Pedal C–      |     |
| Subbass       | 16′ |
| Violon        | 16′ |
| Prinzipalbass | 8′  |

- Koppel:
  - Normalkoppeln: II/I, I/P, II/P
  - Superoktavkoppel: I/I
  - Suboktavkoppel: II/I
- Spielhilfen: Feste Kombinationen (Gruppen) (MF, FF), Auslöser, Crescendowalze, Crescendo an, Koppeln ab, Handregister an, Calcant

### Glocken
Von den ursprünglich mit dem im Jahre 1905 erfolgten Kirchenneubau angeschafften drei Bronzeglocken ist keine mehr erhalten. Geschaffen wurden sie damals in der Dresdner Kunst- und Glockengießerei C. Albert Bierling. Im Ersten Weltkrieg mussten die beiden kleineren Glocken zu Kriegszwecken abgegeben werden. Im Jahre 1926 erfolgte ein Neuguss dieser beiden Glocken.
Nachdem im Verlauf des Zweiten Weltkriegs wieder zwei Glocken abgegeben werden mussten, diesmal die beiden größeren, ist nur noch die kleinere der beiden Glocken aus dem Jahre 1926 erhalten geblieben.

## Mahnen und Gedenken

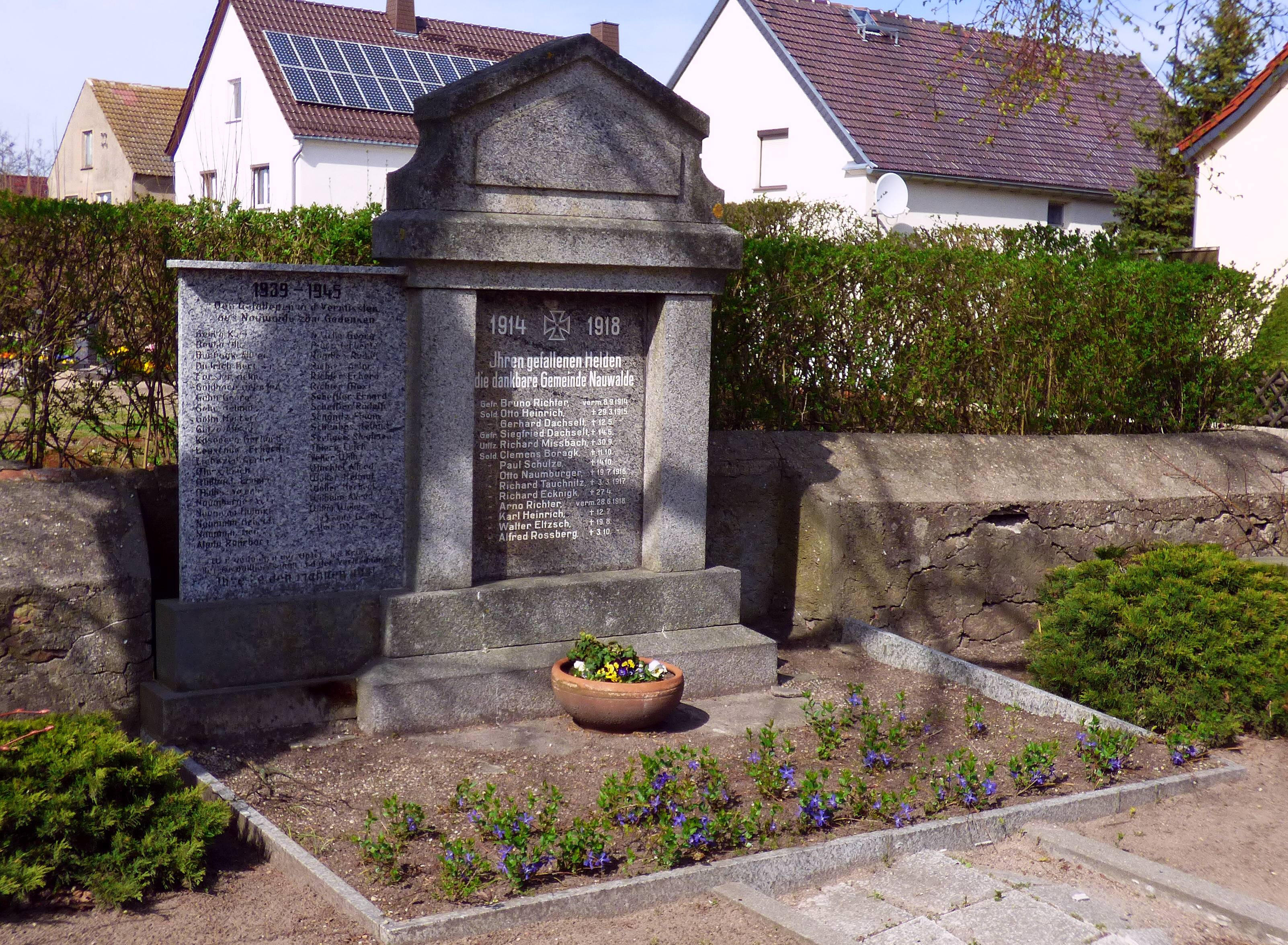
Gefallenendenkmal

Unmittelbar an der Friedhofsmauer der Kirche befindet sich auf einem zweistufigen Sockel ein Denkmal für den im Ersten Weltkrieg gefallenen Soldaten aus dem Dorf. Wie bei vielen derartigen Denkmälern ist die Inschrift noch vom Heldenkult geprägt.
Unmittelbar linkerhand des ursprünglichen Denkmals schließt sich eine Gedenktafel mit den Namen der im Zweiten Weltkrieg gefallenen Dorfbewohner an.

## Trivia
Von der im Jahre 1902 abgebrannten Fachwerkkirche ist auch eine Wetterfahne erhalten geblieben, die aus dem Jahre 1717 stammt.